# Liste der denkmalgeschützten Objekte im Okres Teplice
Grundlage dieser Liste der denkmalgeschützten Objekte im Okres Teplice ist die ÚSKP-Liste (tschechisch Ústřední seznam kulturních památek České republiky ‚Zentrale Liste der Kulturdenkmäler der Tschechischen Republik‘), die von der tschechischen Denkmalschutzbehörde NPÚ (tschechisch Národní památkový ústav ‚Nationale Denkmalbehörde‘) seit 1987 geführt wird und an die seit dem Jahre 1850 geschaffenen Listen anschließt.
Die folgenden Angaben ersetzen nicht die rechtsverbindliche Auskunft der Denkmalbehörde.
Die denkmalgeschützten Objekte werden hier für die einzelnen Gemeinden aufgelistet.
Außerdem gibt es separate Listen für folgende Städte:
- Liste der denkmalgeschützten Objekte in Bílina
- Liste der denkmalgeschützten Objekte in Duchcov
- Liste der denkmalgeschützten Objekte in Krupka
- Liste der denkmalgeschützten Objekte in Osek
- Liste der denkmalgeschützten Objekte in Teplice

## Bořislav(Boreslau)
| Lage                           | Objekt                   | Beschreibung             | ÚSKP-Nr.                  | Bild                     |
| ------------------------------ | ------------------------ | ------------------------ | ------------------------- | ------------------------ |
| Bořislav 5 (Standort)          | Pfarrhaus                | Pfarrhaus                | 42521/5-2563 Info Katalog | Pfarrhaus                |
| Bořislav (Standort)            | Kirche der hl. Katharina | Kirche der hl. Katharina | 42836/5-2562 Info Katalog | weitere Bilder           |
| Bořislav (Standort)            | Säule mit Pietà-Skulptur | Säule mit Pietà-Skulptur | 42748/5-2565 Info Katalog | Säule mit Pietà-Skulptur |
| Bořislav, Dorfplatz (Standort) | steinernes Kruzifix      | steinernes Kruzifix      | 43282/5-2564 Info Katalog | steinernes Kruzifix      |

## Bystřany(Wisterschan)
| Lage                                             | Objekt                             | Beschreibung                       | ÚSKP-Nr.                  | Bild                               |
| ------------------------------------------------ | ---------------------------------- | ---------------------------------- | ------------------------- | ---------------------------------- |
| Bystřany (Standort)                              | Kapelle                            | Kapelle                            | 42515/5-2567 Info Katalog | weitere Bilder                     |
| Bystřany, Cajthamlova 61 (Standort)              | Geburtshaus von František Cajthaml | Geburtshaus von František Cajthaml | 42644/5-4878 Info Katalog | Geburtshaus von František Cajthaml |
| Bystřany 9 (Standort)                            | Bauernhaus                         | Bauernhaus                         | 43421/5-2568 Info Katalog | Bauernhaus                         |
| Úpořiny (Auperschin), OT von Bystřany (Standort) | Brücke                             | Straßenbrücke                      | 44006/5-5292 Info Katalog | Brücke                             |

## Bžany(Webeschan)
| Lage                                         | Objekt           | Beschreibung                                    | ÚSKP-Nr.                  | Bild           |
| -------------------------------------------- | ---------------- | ----------------------------------------------- | ------------------------- | -------------- |
| Bžany (Standort)                             | Kapelle          | Marienkapelle                                   | 43156/5-2569 Info Katalog | weitere Bilder |
| Bžany 3 (Standort)                           | Bauernhaus       | Bauerngehöft                                    | 42376/5-2570 Info Katalog | Bauernhaus     |
| Bukovice (Bukowitz), OT von Bžany (Standort) | Kapelle          | Marienkapelle                                   | 11972/5-5437 Info Katalog | Kapelle        |
| Hradiště (Ratsch), OT von Bžany (Standort)   | Laurentiuskirche | Laurentiuskirche                                | 43440/5-2571 Info Katalog | weitere Bilder |
| Hradiště 13 (Standort)                       | Feste Hradiště   | Feste Hradiště                                  | 43134/5-2572 Info Katalog | weitere Bilder |
| Lbín (Welbine), OT von Bžany (Standort)      | Antonius-Kapelle | Antonius-Kapelle bei der Brücke über die Bílina | 11970/5-5435 Info Katalog | weitere Bilder |
| Lhenice (Welhenitz), OT von Bžany (Standort) | Nepomuk-Kapelle  | Nepomuk-Kapelle mit Feuerwehrhaus am Dorfplatz  | 11971/5-5436 Info Katalog | weitere Bilder |
| Pytlíkov (Pittling), OT von Bžany (Standort) | Glockenturm      | Glockenturm (Kapelle)                           | 43161/5-2668 Info Katalog | Glockenturm    |
| Lbín, OT von Bžany (Standort)                | Straßenbrücke    | Straßenbrücke an der Bílina                     | 43463/5-2667 Info Katalog | weitere Bilder |
| Lysec (Standort)                             | Kapelle          | Kapelle an der Brücke                           | 44002/5-5286 Info Katalog | Kapelle        |
| Mošnov 1 (Moschen), OT von Bžany (Standort)  | Bauernhaus       | Bauerngehöft                                    | 43259/5-2574 Info Katalog | Bauernhaus     |

## Dubí(Eichwald)
| Lage                                                               | Objekt                        | Beschreibung | ÚSKP-Nr.                  | Bild             |
| ------------------------------------------------------------------ | ----------------------------- | --- | ------------------------- | ---------------- |
| Dubí (Standort)                                                    | Maria-Immaculata-Kirche       | Kirche der Unbefleckten Empfängnis Mariä (1897–1906), Nachbau der Kirche Santa Maria dell’Orto in Venedig, Architekt: Max von Loos nach Plänen von Pietro Bigaglio | 43071/5-2579 Info Katalog | weitere Bilder   |
| Dubí, Tovární (Standort)                                           | Pestsäule                     | Pestsäule (Bildstock) | 43781/5-2580 Info Katalog | Pestsäule        |
| Cínovec (Böhmisch Zinnwald) Nr. 38, in Richtung Teplice (Standort) | Bauernhaus                    | Bauerngehöft | 42738/5-2578 Info Katalog | BW               |
| Cínovec 42, in Richtung Teplice (Standort)                         | Bauernhaus                    | Bauerngehöft | 42999/5-2576 Info Katalog | BW               |
| Cínovec, Čertova stěna (Teufelswand) (Standort)                    | Raubschloss (Loupežný hrádek) | Raubschloss (Loupežný hrádek), archäologische Fundstätte, am Wanderweg zum Mückentürmchen                                                                          | 43168/5-2573 Info Katalog | BW               |
| Cínovec (Standort)                                                 | Kirche Mariä Himmelfahrt      | Kirche Mariä Himmelfahrt | 43509/5-2575 Info Katalog | weitere Bilder   |
| Mstišov (Tischau), OT von Dubí (Standort)                          | Jagdschloss Tuppelburg        | Jagdschloss Tuppelburg (Zámeček Dvojhradí), 1703 von Franz Clary-Aldringen errichtet                                                                               | 42418/5-2690 Info Katalog | weitere Bilder   |
| Mstišov (Standort)                                                 | Hubertuskapelle               | Hubertuskapelle | 43441/5-2688 Info Katalog | weitere Bilder   |
| Mstišov, bei der Kapelle ()                                        | Steinerner Tisch              | Steinerner Tisch | 43783/5-2689 Info Katalog | Steinerner Tisch |

## Háj u Duchcova(Haan)
| Lage                         | Objekt            | Beschreibung      | ÚSKP-Nr.                  | Bild              |
| ---------------------------- | ----------------- | ----------------- | ------------------------- | ----------------- |
| Háj u Duchcova, Zelenkova () | Karl-Marx-Denkmal | Karl-Marx-Denkmal | 43994/5-5278 Info Katalog | Karl-Marx-Denkmal |

## Hrob(Klostergrab)
| Lage                                         | Objekt                                                     | Beschreibung                                                             | ÚSKP-Nr.                  | Bild                                                       |
| -------------------------------------------- | ---------------------------------------------------------- | ------------------------------------------------------------------------ | ------------------------- | ---------------------------------------------------------- |
| Hrob (Standort)                              | Fundamente der alten protestantischen Kirche               | Fundamente der alten protestantischen Kirche, archäologische Fundstätte  | 43500/5-2595 Info Katalog | Fundamente der alten protestantischen Kirche               |
| Hrob, Rybniční (Standort)                    | evangelische Kirche                                        | evangelische Kirche                                                      | 43995/5-5279 Info Katalog | weitere Bilder                                             |
| Hrob ()                                      | Statue St. Johannes der Täufer                             | Statue St. Johannes der Täufer in der Nische des Schulgebäudes           | 43690/5-2597 Info Katalog | Statue St. Johannes der Täufer                             |
| Hrob, náměstí (Standort)                     | Brunnen                                                    | Brunnen                                                                  | 43544/5-2601 Info Katalog | Brunnen                                                    |
| Hrob, náměstí (Standort)                     | Statue des hl. Josef                                       | Statue des hl. Josef                                                     | 42788/5-2596 Info Katalog | Statue des hl. Josef                                       |
| Hrob 14 (Standort)                           | Pfarrhaus                                                  | Pfarrhaus                                                                | 42700/5-2599 Info Katalog | Pfarrhaus                                                  |
| Hrob (Standort)                              | Kirche St. Barbara                                         | Kirche St. Barbara                                                       | 42832/5-2603 Info Katalog | weitere Bilder                                             |
| Hrob, am Haus Nr. 10 (Standort)              | Statue des hl. Prokop oder hl. Valentin                    | Statue des hl. Prokop oder hl. Valentin an der Westseite von Haus Nr. 10 | 42872/5-2600 Info Katalog | Statue des hl. Prokop oder hl. Valentin                    |
| Hrob 22 (Standort)                           | Skulptur der hl. Familie (hl. Joachim, hl. Anna und Maria) | Skulptur des hl. Joachim, der hl. Anna und von Maria                     | 42997/5-2598 Info Katalog | Skulptur der hl. Familie (hl. Joachim, hl. Anna und Maria) |
| Křižanov (Krinsdorf), OT von Hrob (Standort) | Eisenbahnbrücke                                            | Eisenbahnbrücke                                                          | 43298/5-2604 Info Katalog | Eisenbahnbrücke                                            |
| Křižanov (Standort)                          | Kapelle Krinsdorf                                          | Kapelle Křižanov                                                         | 42592/5-2605 Info Katalog | Kapelle Krinsdorf                                          |
| Mlýny (Grundmühlen) (Standort)               | Eisenbahnbrücke                                            | Eisenbahnbrücke                                                          | 42307/5-2607 Info Katalog | Eisenbahnbrücke                                            |

## Hrobčice(Hrobschitz)
| Lage                                                     | Objekt                                         | Beschreibung                                         | ÚSKP-Nr.                  | Bild                                           |
| -------------------------------------------------------- | ---------------------------------------------- | ---------------------------------------------------- | ------------------------- | ---------------------------------------------- |
| Hrobčice, oberhalb des Ortes (Standort)                  | Kirche des hl. Gallus                          | Kirche des hl. Gallus                                | 42783/5-2608 Info Katalog | weitere Bilder                                 |
| Hrobčice 29 (Standort)                                   | Schloss Hrobschitz                             | Schloss Hrobčice mit Umzäunung ohne Tor              | 43497/5-2611 Info Katalog | weitere Bilder                                 |
| Hrobčice 11 (Standort)                                   | Bauernhaus                                     | Bauerngehöft                                         | 43230/5-2610 Info Katalog | Bauernhaus                                     |
| Chouč (Kautz), OT von Hrobčice (Standort)                | Kirche der hl. Katharina                       | Kirche der hl. Katharina                             | 42933/5-2612 Info Katalog | weitere Bilder                                 |
| Chouč, an der Straßenkreuzung (Standort)                 | Bildstock                                      | Bildstock (Boží muka) an der Straßenkreuzung am Dorf | 42906/5-2613 Info Katalog | Bildstock                                      |
| Chouč 7 (Standort)                                       | Bauernhaus                                     | Bauerngehöft                                         | 43144/5-2614 Info Katalog | Bauernhaus                                     |
| Mirošovice 21 (Mireschowitz), OT von Hrobčice (Standort) | Bauernhaus                                     | Bauerngehöft                                         | 43724/5-2619 Info Katalog | Bauernhaus                                     |
| Mirošovice, Dorfplatz (Standort)                         | Säule mit Skulptur der Heiligen Dreifaltigkeit | Säule mit Skulptur der Heiligen Dreifaltigkeit       | 42571/5-2617 Info Katalog | Säule mit Skulptur der Heiligen Dreifaltigkeit |
| Mirošovice (Standort)                                    | Laurentius-Kirche                              | Laurentius-Kirche                                    | 42607/5-2616 Info Katalog | weitere Bilder                                 |
| Mirošovice, vor dem Haus Nr. 21 (Standort)               | Statue des hl. Antonius Eremit                 | Statue des hl. Antonius Eremit von Johann Adam Dietz | 43030/5-4812 Info Katalog | Statue des hl. Antonius Eremit                 |
| Mirošovice 1 (Standort)                                  | Schloss Mireschowitz                           | Zámek Mirošovice                                     | 43555/5-2618 Info Katalog | weitere Bilder                                 |
| Mrzlice (Merschlitz), OT von Hrobčice (Standort)         | Kostel svatého Jakuba Většího                  | Kirche des hl. Apostel Jakobus                       | 103892 Info Katalog       | weitere Bilder                                 |
| Mukov (Mukow), OT von Hrobčice (Standort)                | Kirche des hl. Prokop                          | Kirche des hl. Prokop in Mukov                       | 43709/5-2691 Info Katalog | weitere Bilder                                 |
| Mukov (Standort)                                         | Slawische Siedlung Mukov                       | Slawische Siedlung Mukov, archäologische Fundstätte  | 43216/5-2759 Info Katalog | weitere Bilder                                 |
| Mukov 26 (Standort)                                      | Bauernhaus                                     | Bauerngehöft                                         | 42536/5-2692 Info Katalog | Bauernhaus                                     |

## Jeníkov(Janegg)
| Lage                                                 | Objekt                        | Beschreibung                                     | ÚSKP-Nr.                  | Bild                |
| ---------------------------------------------------- | ----------------------------- | ------------------------------------------------ | ------------------------- | ------------------- |
| Jeníkov (Standort)                                   | Statue des Erlösers           | Statue des hl. Salvator                          | 43073/5-2622 Info Katalog | Statue des Erlösers |
| Jeníkov 1, südlich der Kirche (Standort)             | Pfarrhaus                     | Pfarrhaus                                        | 43489/5-2624 Info Katalog | Pfarrhaus           |
| Jeníkov (Standort)                                   | Straßenbrücke                 | Straßenbrücke über den Bach Bouřlivec (Katzbach) | 43996/5-5280 Info Katalog | Straßenbrücke       |
| Jeníkov 30, am Dorfplatz (Standort)                  | Haus Nr. 30                   | Wohnhaus                                         | 43965/5-5249 Info Katalog | Haus Nr. 30         |
| Jeníkov (Standort)                                   | Friedhofskapelle der hl. Anna | Friedhofskapelle der hl. Anna                    | 42348/5-2623 Info Katalog | weitere Bilder      |
| Jeníkov, auf einem Hügel in der Ortsmitte (Standort) | Kirche St. Peter und Paul     | Kirche St. Peter und Paul                        | 42364/5-2621 Info Katalog | weitere Bilder      |

## Kladruby(Kradrob)
| Lage                | Objekt                              | Beschreibung                        | ÚSKP-Nr.                  | Bild                                |
| ------------------- | ----------------------------------- | ----------------------------------- | ------------------------- | ----------------------------------- |
| Kladruby (Standort) | Statue des hl. Johannes von Nepomuk | Statue des hl. Johannes von Nepomuk | 42715/5-2631 Info Katalog | Statue des hl. Johannes von Nepomuk |

## Kostomlaty pod Milešovkou(Kostenblatt)
| Lage                                                   | Objekt                              | Beschreibung                        | ÚSKP-Nr.                  | Bild                                |
| ------------------------------------------------------ | ----------------------------------- | ----------------------------------- | ------------------------- | ----------------------------------- |
| Kostomlaty pod Milešovkou (Standort)                   | Burgruine Kostenblatt               | Burg Kostomlaty                     | 42696/5-2632 Info Katalog | weitere Bilder                      |
| Kostomlaty pod Milešovkou (Standort)                   | Laurentiuskirche                    | Kirche des hl. Laurentius           | 42926/5-2633 Info Katalog | weitere Bilder                      |
| Kostomlaty pod Milešovkou, bei Haus Nr. 137 (Standort) | Statue des hl. Johannes von Nepomuk | Statue des hl. Johannes von Nepomuk | 42871/5-2637 Info Katalog | Statue des hl. Johannes von Nepomuk |
| Kostomlaty pod Milešovkou 116 (Standort)               | Pfarrhaus                           | Pfarrhaus                           | 43562/5-2638 Info Katalog | Pfarrhaus                           |
| Kostomlaty pod Milešovkou, Hřbitovní (Standort)        | Mariahilfkapelle                    | Mariahilfkapelle                    | 43639/5-2636 Info Katalog | Mariahilfkapelle                    |
| Kostomlaty pod Milešovkou 1 (Standort)                 | Schloss Kostenblatt                 | Schloss Kostomlaty                  | 43644/5-2634 Info Katalog | weitere Bilder                      |

## Košťany(Kosten)
| Lage                                | Objekt                    | Beschreibung                       | ÚSKP-Nr.                  | Bild                      |
| ----------------------------------- | ------------------------- | ---------------------------------- | ------------------------- | ------------------------- |
| Košťany-Střelná, Lidická (Standort) | Jagdschloss Kosten-Strahl | Zámek Košťany (auch Zámek Střelná) | 43997/5-5281 Info Katalog | Jagdschloss Kosten-Strahl |

## Lahošť(Loosch)
| Lage                                               | Objekt                              | Beschreibung                                        | ÚSKP-Nr.                  | Bild                                |
| -------------------------------------------------- | ----------------------------------- | --------------------------------------------------- | ------------------------- | ----------------------------------- |
| Lahošť, Na vypichu 39 (Standort)                   | Wasserturm                          | Wasserturm                                          | 43998/5-5282 Info Katalog | Wasserturm                          |
| Lahošť, Dorfplatz (Standort)                       | Statue des hl. Johannes von Nepomuk | Nischenkapelle: Statue des hl. Johannes von Nepomuk | 43999/5-5283 Info Katalog | Statue des hl. Johannes von Nepomuk |
| Lahošť, an der Hauptstraße nach Teplice (Standort) | Straßenbrücke                       | Straßenbrücke über den Bach Bouřlivec               | 44000/5-5284 Info Katalog | Straßenbrücke                       |
| Lahošť, am Dorfplatz (Standort)                    | Brücke                              | Straßenbrücke über den Bach Bouřlivec               | 44001/5-5285 Info Katalog | Brücke                              |

## Ledvice(Ladowitz)
| Lage                                              | Objekt                                              | Beschreibung                                        | ÚSKP-Nr.                  | Bild                                                |
| ------------------------------------------------- | --------------------------------------------------- | --------------------------------------------------- | ------------------------- | --------------------------------------------------- |
| Ledvice, im Park hinter dem Spielplatz (Standort) | Denkmal für die Gefallenen des 1. und 2. Weltkriegs | Denkmal für die Gefallenen des 1. und 2. Weltkriegs | 44003/5-5287 Info Katalog | Denkmal für die Gefallenen des 1. und 2. Weltkriegs |
| Ledvice (Standort)                                | Statue                                              | Statue aus dem devastierten Dorf Liptice (Liptitz)  | 47672/5-2666 Info Katalog | BW                                                  |

## Lukov(Lukow)
| Lage                                 | Objekt                   | Beschreibung                                                          | ÚSKP-Nr.                  | Bild |
| ------------------------------------ | ------------------------ | --------------------------------------------------------------------- | ------------------------- | ---- |
| Lukov, am Fuße des Doubravka horá () | ehem. Siedlung Knovízské | Hügel, ehem. befestigte Siedlung Knovízské, archäologische Fundstätte | 43089/5-2531 Info Katalog |      |

## Měrunice(Meronitz)
| Lage                                          | Objekt                    | Beschreibung                                             | ÚSKP-Nr.                  | Bild           |
| --------------------------------------------- | ------------------------- | -------------------------------------------------------- | ------------------------- | -------------- |
| Měrunice (Standort)                           | Kirche des hl. Stanislaus | Kirche des hl. Stanislaus                                | 43651/5-4818 Info Katalog | weitere Bilder |
| Žichov (Schichow), OT von Měrunice (Standort) | Feste Schichow            | Feste Žichov, archäologische Fundstätte nördlich vom Ort | 43016/5-2670 Info Katalog | BW             |

## Mikulov(Niklasberg)
| Lage                                                             | Objekt                               | Beschreibung | ÚSKP-Nr.                  | Bild           |
| ---------------------------------------------------------------- | ------------------------------------ | --- | ------------------------- | -------------- |
| Mikulov, Tržní náměstí (Standort)                                | Nikolauskirche                       | Nikolauskirche | 51690/5-5933 Info Katalog | weitere Bilder |
| Mikulov, Hřbitovní (Standort)                                    | Friedhof                             | Friedhof | 43334/5-2673 Info Katalog | weitere Bilder |
| Mikulov, an der Landstraße nach Nové Město (Neustadt) (Standort) | Eisenbahnviadukt                     | Eisenbahnbrücke – Viadukt                                                                                                   | 43159/5-2671 Info Katalog | weitere Bilder |
| Mikulov 43 ()                                                    | Bauernhaus Nr. 43                    | Bauerngehöft | 42380/5-2672 Info Katalog | weitere Bilder |
| Mikulov, südsüdwestlich des Ortes (Standort)                     | Tříkrálová štola (Dreikönigsstollen) | Tříkrálová štola (Dreikönigsstollen)                                                                                        | 105251 Info Katalog       | weitere Bilder |
| Mikulov, nördlich des Ortes (Standort)                           | ehem. Erzgrube Lehnschafter          | ehem. Erzgrube „Lehnschafter“, Silberbergwerk vom 14. Jhdt. bis 1858, Zugang von der Straße U Hřiště und der Landstraße 382 | 105302 Info Katalog       | weitere Bilder |

## Modlany(Modlan)
| Lage                             | Objekt                              | Beschreibung                        | ÚSKP-Nr.                  | Bild                                |
| -------------------------------- | ----------------------------------- | ----------------------------------- | ------------------------- | ----------------------------------- |
| Modlany (Standort)               | Statue des hl. Antonius             | Statue des hl. Antonius             | 42467/5-2675 Info Katalog | Statue des hl. Antonius             |
| Modlany (Standort)               | Statue des hl. Johannes von Nepomuk | Statue des hl. Johannes von Nepomuk | 42731/5-2674 Info Katalog | Statue des hl. Johannes von Nepomuk |
| Modlany, am Dorfplatz (Standort) | Kirche des hl. Apollinaris          | Kirche des hl. Apollinaris          | 44004/5-5288 Info Katalog | weitere Bilder                      |

## Moldava(Moldau)
| Lage                                     | Objekt                       | Beschreibung | ÚSKP-Nr.                  | Bild                         |
| ---------------------------------------- | ---------------------------- | --- | ------------------------- | ---------------------------- |
| Moldava 113 (Standort)                   | Haus Nr. 113                 | Bürgerhaus, jetzt Gemeindeamt | 42826/5-2687 Info Katalog | Haus Nr. 113                 |
| Moldava (Standort)                       | Kirche Mariä Heimsuchung     | Kirche Mariä Heimsuchung | 42705/5-2684 Info Katalog | weitere Bilder               |
| Moldava (Standort)                       | Denkmal für František Koubek | Denkmal für František Koubek | 42399/5-2686 Info Katalog | Denkmal für František Koubek |
| Moldava (Standort)                       | Friedhof                     | Friedhof | 43183/5-2685 Info Katalog | Friedhof                     |
| Nové Město (Neustadt), OT von Moldava () | Erzgrube der 14 Nothelfer    | ehem. Erzgruben im Niklasberger Tal (Mikulovské údolí) und Umgebung in den Gemeinden Moldava und Hrob (seit 2013): - Mlýny, OT von Hrob: Stollen Mikulov 9 - Nové Město, OT von Moldava: 14 Nothelfer-Stollen, Antoniusstollen, Aurorastollen, Carolistollen, Barbarastollen, Michaelstollen, Gabrielastollen, Bärner Stollen, Leopoldinastollen, Sieben-Brüder-Stollen | 105080 Info Katalog       |                              |

## Novosedlice(Weißkirchlitz)
| Lage                                          | Objekt                  | Beschreibung         | ÚSKP-Nr.                  | Bild           |
| --------------------------------------------- | ----------------------- | -------------------- | ------------------------- | -------------- |
| Novosedlice, an der Friedhofsmauer (Standort) | Wegkreuz                | Wegkreuz             | 42447/5-2694 Info Katalog | Wegkreuz       |
| Novosedlice (Standort)                        | Kirche des hl. Valentin | Kostel sv. Valentina | 43229/5-2693 Info Katalog | weitere Bilder |

## Ohníč(Wohontsch)
| Lage                                                  | Objekt                    | Beschreibung                                              | ÚSKP-Nr.                  | Bild           |
| ----------------------------------------------------- | ------------------------- | --------------------------------------------------------- | ------------------------- | -------------- |
| Dolánky 8 und 16 (Dollanken), OT von Ohníč (Standort) | Wassermühle               | Wassermühle                                               | 42363/5-2696 Info Katalog | BW             |
| Dolánky (Standort)                                    | Kapelle                   | Kapelle bei der Mühle                                     | 43376/5-2695 Info Katalog | weitere Bilder |
| Křemýž 1 (Kremusch), OT von Ohníč (Standort)          | Schloss Kremusch          | Schloss Křemýž                                            | 42368/5-2697 Info Katalog | weitere Bilder |
| Křemýž (Standort)                                     | Kirche St. Peter und Paul | Kirche St. Peter und Paul, auch archäologische Fundstätte | 43318/5-2698 Info Katalog | weitere Bilder |

## Rtyně nad Bílinou(Hertine)
| Lage                                                         | Objekt                          | Beschreibung                                         | ÚSKP-Nr.                  | Bild                     |
| ------------------------------------------------------------ | ------------------------------- | ---------------------------------------------------- | ------------------------- | ------------------------ |
| Rtyně nad Bílinou, bei der zerstörten Wassermühle (Standort) | Brücke                          | Straßenbrücke                                        | 44005/5-5291 Info Katalog | Brücke                   |
| Rtyně nad Bílinou (Standort)                                 | Martinskirche                   | Martinskirche                                        | 42670/5-2731 Info Katalog | weitere Bilder           |
| Rtyně nad Bílinou 15 (Standort)                              | Bauernhaus Nr. 15               | Bauerngehöft                                         | 43618/5-2732 Info Katalog | Bauernhaus Nr. 15        |
| Rtyně nad Bílinou, auf dem Berg Chotině (Standort)           | Burgstätte Paradies             | ehem. befestigte Siedlung, archäologische Fundstätte | 43153/5-2733 Info Katalog | weitere Bilder           |
| Malhostice (Malhostitz), OT von Rtyně nad Bílinou (Standort) | Kapelle St. Johannes und Paul   | Kapelle St. Johannes und Paul                        | 101191 Info Katalog       | weitere Bilder           |
| Malhostice, an der Straße nach Žichlice (Schichlitz) ()      | Skulptur Pieta                  | Skulptur Pieta                                       | 42701/5-2735 Info Katalog | Skulptur Pieta           |
| Malhostice 12 (Standort)                                     | landwirtschaftlicher Hof Nr. 12 | landwirtschaftlicher Hof                             | 42739/5-2734 Info Katalog | weitere Bilder           |
| Velvěty (Welboth), OT von Rtyně nad Bílinou (Standort)       | Brücke                          | Straßenbrücke über die Bílina                        | 43028/5-2737 Info Katalog | Brücke                   |
| Velvěty (Standort)                                           | landwirtschaftlicher Hof        | landwirtschaftlicher Hof                             | 43538/5-2736 Info Katalog | landwirtschaftlicher Hof |

## Světec(Schwaz)
| Lage                                         | Objekt                                | Beschreibung                              | ÚSKP-Nr.                  | Bild                                  |
| -------------------------------------------- | ------------------------------------- | ----------------------------------------- | ------------------------- | ------------------------------------- |
| Světec (Standort)                            | Jakobskirche                          | Jakobskirche                              | 43566/5-2739 Info Katalog | weitere Bilder                        |
| Světec (Standort)                            | Statue des hl. Johannes von Nepomuk   | Statue des hl. Johannes von Nepomuk       | 43723/5-4813 Info Katalog | Statue des hl. Johannes von Nepomuk   |
| Světec 1 (Standort)                          | Barockschloss Schwaz                  | Barockschloss Světec aus der Zeit um 1708 | 43329/5-2740 Info Katalog | weitere Bilder                        |
| Světec (Standort)                            | Säule mit Skulptur der Pietà          | Säule mit Skulptur der Pietà              | 42386/5-2738 Info Katalog | Säule mit Skulptur der Pietà          |
| Světec 24 (Standort)                         | Pfarrhaus                             | Pfarrhaus                                 | 42451/5-2739 Info Katalog | Pfarrhaus                             |
| Štrbice (Stürbitz), OT von Světec (Standort) | Skulptur des hl. Johannes von Nepomuk | Skulptur des hl. Johannes von Nepomuk     | 43405/5-2746 Info Katalog | Skulptur des hl. Johannes von Nepomuk |
| Štrbice 2 (Standort)                         | Bauernhaus Nr. 2                      | Bauerngehöft                              | 42615/5-2750 Info Katalog | Bauernhaus Nr. 2                      |
| Štrbice 3 (Standort)                         | Bauernhaus Nr. 3                      | Bauerngehöft                              | 42929/5-2747 Info Katalog | Bauernhaus Nr. 3                      |
| Štrbice 4 (Standort)                         | Bauernhaus Nr. 4                      | Bauerngehöft                              | 43102/5-2749 Info Katalog | Bauernhaus Nr. 4                      |
| Štrbice 5 (Standort)                         | Bauernhaus Nr. 5                      | Bauerngehöft                              | 43399/5-2748 Info Katalog | Bauernhaus Nr. 5                      |
| Štrbice 16 (Standort)                        | Bauernhaus Nr. 16                     | Bauerngehöft                              | 42582/5-2751 Info Katalog | Bauernhaus Nr. 16                     |
| Úpoř (Auporsch), OT von Světec (Standort)    | Kapelle                               | Kapelle                                   | 52203/5-5947 Info Katalog | Kapelle                               |

## Zabrušany(Sobrusan)
| Lage                                                | Objekt                                   | Beschreibung                             | ÚSKP-Nr.                  | Bild                 |
| --------------------------------------------------- | ---------------------------------------- | ---------------------------------------- | ------------------------- | -------------------- |
| Zabrušany (Standort)                                | Kirche der hl. Simon, Judas und Antonius | Kirche der hl. Simon, Judas und Antonius | 42303/5-2752 Info Katalog | weitere Bilder       |
| Zabrušany, im Ort (Standort)                        | ehem. slawische Siedlung                 | ehem. befestigte slawische Siedlung      | 43256/5-2753 Info Katalog | weitere Bilder       |
| Všechlapy (Wschechlab), OT von Zabrušany (Standort) | Skulptur einer Pietà                     | Skulptur einer Pietà bei der Kapelle     | 42941/5-2755 Info Katalog | Skulptur einer Pietà |
| Želénky (Schellenken), OT von Zabrušany (Standort)  | Straßenbrücke                            | Straßenbrücke                            | 43502/5-2756 Info Katalog | weitere Bilder       |
| Želénky (Standort)                                  | Kapelle                                  | Kapelle                                  | 43036/5-2757 Info Katalog | Kapelle              |
| Želénky 1 (Standort)                                | Bauernhaus Nr. 1                         | Bauerngehöft                             | 42495/5-2758 Info Katalog | weitere Bilder       |

## Žalany(Schallan)
| Lage                                      | Objekt                     | Beschreibung               | ÚSKP-Nr.                  | Bild                       |
| ----------------------------------------- | -------------------------- | -------------------------- | ------------------------- | -------------------------- |
| Žalany 101 (Standort)                     | Haus Nr. 101 mit Speicher  | Bauerngehöft mit Speicher  | 42586/5-2762 Info Katalog | Haus Nr. 101 mit Speicher  |
| Žalany 17 (Standort)                      | Bauernhaus Nr. 17          | Bauerngehöft               | 42799/5-2763 Info Katalog | Bauernhaus Nr. 17          |
| Žalany (Standort)                         | Säule mit Statue Ecce Homo | Säule mit Statue Ecce Homo | 43132/5-2761 Info Katalog | Säule mit Statue Ecce Homo |
| Žalany (Standort)                         | Kapelle                    | Kapelle                    | 43596/5-2760 Info Katalog | Kapelle                    |
| Lelov (Lellowa), OT von Žalany (Standort) | Antonius-Kapelle           | Antonius-Kapelle           | 43784/5-2766 Info Katalog | Antonius-Kapelle           |
| Lelov 3 (Standort)                        | Bauernhaus Nr. 3           | Bauerngehöft (1810)        | 43785/5-2767 Info Katalog | Bauernhaus Nr. 3           |

## Žim(Schima)
| Lage                                       | Objekt              | Beschreibung        | ÚSKP-Nr.                  | Bild             |
| ------------------------------------------ | ------------------- | ------------------- | ------------------------- | ---------------- |
| Žim 9 (Standort)                           | Bauernhaus Nr. 9    | Bauerngehöft        | 42474/5-2769 Info Katalog | Bauernhaus Nr. 9 |
| Žim 1 (Standort)                           | Pfarrhaus           | Pfarrhaus           | 43433/5-2768 Info Katalog | Pfarrhaus        |
| Žim (Standort)                             | Säule Ecce Homo     | Säule Ecce Homo     | 43659/5-2770 Info Katalog | Säule Ecce Homo  |
| Žim (Standort)                             | Heilig-Kreuz-Kirche | Heilig-Kreuz-Kirche | 68299/5-2768 Info Katalog | weitere Bilder   |
| Záhoří 7 (Sahorsch), OT von Žim (Standort) | Bauernhaus Nr. 7    | Bauerngehöft        | 42400/5-2771 Info Katalog | Bauernhaus Nr. 7 |